# Type 58 (fusil d'assaut)

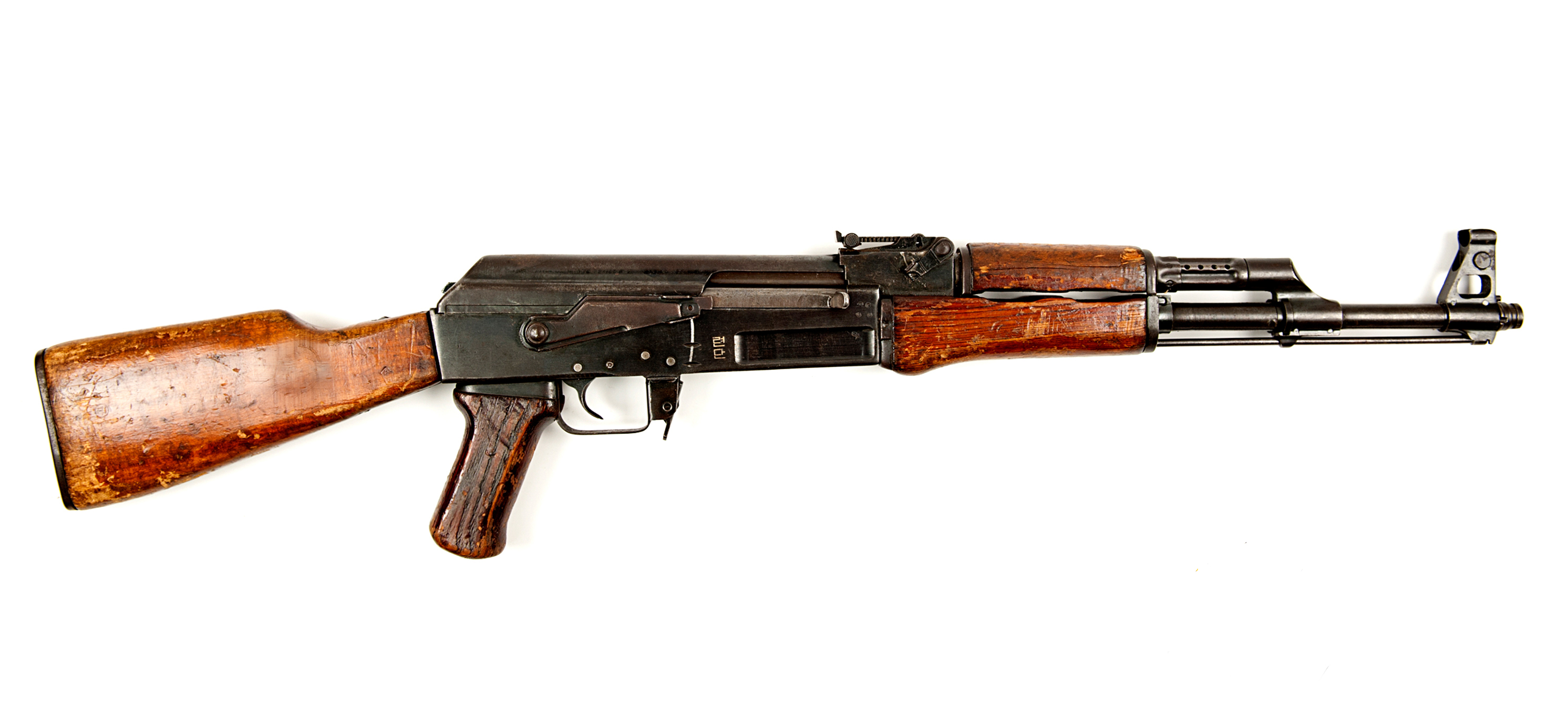
Un Fusil Type 58 (sans son chargeur) ramené par un vetéran de la Guerre du Vietnam

  Le fusil d'assaut Type (19)58 est la version nord-coréenne de l'AK-47 alors en service dans l'Armée Rouge.

## Présentation
la Corée du Nord a produit une copie de l'AK-47 modèle 1953, appelée Fusil Type 1958, puis une copie de l'AKM modèle 1959, appelé Type 68. Les Types nord-coréens 58 et 68 ont une finition grossière. 

## Variantes
- Type 58-1 ou 58B  : il s'agit d'un dérivé de l'AKS-47 qui dispose d'une crosse rabattable destinée aux parachutistes et tankistes.

## Fiche technique Type 58A
- Munition : 7,62 × 39 mm
- Masse : 3,8 kg
- Longueur : 870 mm
- Canon : 415 mm
- Chargeur : 30 cartouches
- Cadence de tir théorique : 600 coups par minute

L'emploi du bois de catalpa et l'acier utilisé explique sa masse inférieur à celle de l'AK-47.

## Sources
Cette notice est basée sur la lecture des revues suivantes :
- Cibles
- Action Guns
- Raids
- Gazette des armes
- Assaut